# Matrice triangolare
La locuzione matrice triangolare, in matematica, indica matrici quadrate che hanno tutti gli elementi nulli sotto o sopra la diagonale principale. A seconda che gli elementi nulli siano sotto o sopra la diagonale la matrice viene chiamata rispettivamente matrice triangolare superiore o matrice triangolare alta e matrice triangolare inferiore o matrice triangolare bassa.

## Definizioni
Le matrici triangolari inferiori sono matrici quadrate che hanno nulli tutti gli elementi al di sopra della diagonale principale, cioè della forma:
{\displaystyle L={\begin{pmatrix}l_{1,1}&0&\dots &&0\\l_{2,1}&l_{2,2}&&&\\l_{3,1}&l_{3,2}&\ddots &&\vdots \\\vdots &\vdots &\ddots &\ddots &0\\l_{m,1}&l_{m,2}&\ldots &l_{m,m-1}&l_{m,m}\end{pmatrix}}}
Se i numeri sulla diagonale di una tale {\displaystyle L} sono tutti uguali a 1 (elementi del tipo {\displaystyle l_{i,i}}) la matrice è chiamata matrice unità triangolare inferiore, matrice triangolare inferiore unitaria o matrice triangolare inferiore normata.
Una matrice quadrata i cui elementi al di sotto della diagonale principale sono nulli si dice invece matrice triangolare superiore, cioè della forma:
{\displaystyle U={\begin{pmatrix}u_{1,1}&u_{1,2}&u_{1,3}&\ldots &u_{1,m}\\0&u_{2,2}&u_{2,3}&\ldots &u_{2,m}\\\vdots &&\ddots &\ddots &\vdots \\&&&\ddots &u_{m-1,m}\\0&&\dots &0&u_{m,m}\end{pmatrix}}}
Se tutte le entrate {\displaystyle u_{i,i}} sulla diagonale di {\displaystyle U} sono uguali ad 1 la matrice è chiamata matrice unità triangolare superiore, matrice triangolare superiore unitaria o matrice triangolare superiore normata.
Per maggiore chiarezza invece di matrice triangolare inferiore (superiore) si dovrebbe parlare di matrice triangolare inferiore/sinistra (superiore/destra), per distinguere queste dalle matrici triangolari definite considerando la diagonale secondaria invece di quella principale.
Matrici che sono simili a matrici triangolari sono dette triangolarizzabili.
Diverse operazioni preservano la forma triangolare:
- La somma di due matrici triangolari superiori è una matrice triangolare superiore.
- Il prodotto di due matrici triangolari superiori è una matrice triangolare superiore.
- L'inversa di una matrice triangolare superiore invertibile è una matrice triangolare superiore
- Il prodotto di una matrice triangolare superiore per una costante è una matrice triangolare superiore.

Grazie a questi fatti l'insieme delle matrici triangolari superiori è una sottoalgebra dell'algebra associativa delle matrici quadrate di una data dimensione. Inoltre, segue anche che le matrici triangolari superiori possono essere trattate come una sottoalgebra di Lie dell'algebra di Lie delle matrici quadrate di una data dimensione, dove la parentesi di Lie {\displaystyle [a,b]} è data dal commutatore {\displaystyle ab-ba}. Tali proprietà, esposte per una matrice triangolare superiore, sono valide in modo analogo per matrici triangolari inferiori.

## Dualità fra triangolari inferiori e superiori
Una matrice che è sia triangolare inferiore che triangolare superiore è una matrice diagonale. Più precisamente l'intersezione dell'insieme delle matrici triangolari inferiori con l'insieme delle matrici triangolari superiori coincide con l'insieme delle matrici diagonali. Più particolarmente l'intersezione dell'insieme delle matrici triangolari inferiori normate con l'insieme delle matrici triangolari superiori normate contiene solo la matrice identità.
Si osserva anche che per trasposizione si trasformano le matrici triangolari inferiori in matrici triangolari superiori e viceversa. In particolare la trasposizione trasforma le matrici triangolari inferiori normate in matrici triangolari superiori normate e viceversa. Quindi molte conclusioni ottenute esaminando le matrici singolari inferiori si possono trasformare piuttosto facilmente in conclusioni sulle matrici singolari superiori.

## Prodotti di matrici triangolari
Il prodotto di due matrici triangolari inferiori è una matrice triangolare inferiore: quindi l'insieme delle matrici triangolari inferiori forma un'algebra.
Più in particolare il prodotto di due matrici triangolari inferiori normate è una matrice triangolare inferiore normata: quindi l'insieme delle matrici triangolari inferiori normate forma un'algebra che costituisce una sottoalgebra della precedente.
Per dualità le stesse conclusioni si traggono per le matrici triangolari superiori.
È particolarmente semplice e significativa l'algebra delle matrici triangolari superiori normate 2 x 2. Se {\displaystyle a} e {\displaystyle b} sono due reali si osserva che:
{\displaystyle {\begin{pmatrix}1&a\\0&1\\\end{pmatrix}}\;\times \;{\begin{pmatrix}1&b\\0&1\\\end{pmatrix}}\;=\;{\begin{pmatrix}1&a+b\\0&1\\\end{pmatrix}}}
Si osserva che queste matrici esprimono le trasformazioni del piano che portano le rette orizzontali {\displaystyle y=k} in se stesse facendole slittare rigidamente in modo che il punto {\displaystyle (x,y)} vada nel punto {\displaystyle (x+ay,y)}.
Le algebre di matrici triangolari superiori hanno una generalizzazione naturale nell'analisi funzionale che conduce alle algebre nido.
Generalmente, le operazioni sulle matrici triangolari possono essere compiute in metà tempo delle corrispondenti su matrici generiche.

## Applicazioni
Il sistema di equazioni:
{\displaystyle {\begin{pmatrix}x_{1}&=&b_{1}\\x_{2}&=&b_{2}-l_{2,1}b_{1}\\&\vdots &\\x_{m}&=&b_{m}-\sum _{i=1}^{m-1}l_{m,i}x_{i}\end{pmatrix}}}
retto da una matrice triangolare superiore normata può essere risolto per via analoga. Poiché le matrici triangolari si calcolano facilmente, sono molto importanti in analisi numerica. La decomposizione LU fornisce un algoritmo per la decomposizione di ogni matrice invertibile {\displaystyle A} in una matrice triangolare inferiore normata {\displaystyle L} e una matrice triangolare superiore {\displaystyle R}.